# Loxaspilates diluta
Loxaspilates diluta är en fjärilsart som beskrevs av Eugen Wehrli 1953. Loxaspilates diluta ingår i släktet Loxaspilates och familjen mätare. Inga underarter finns listade i Catalogue of Life.